# Poggiolo
Poggiolo es una comuna y población de Francia, en la región de Córcega, departamento de Córcega del Sur.
Su población en el censo de 1999 era de 76 habitantes.

## Demografía
| 88 | 120 | 117 | 93 | 76 | 95 |
| Para los censos de 1962 a 1999 la población legal corresponde a la población sin duplicidades (Fuente: INSEE [Consultar]) |     |     |    |    |    |

- Datos: Q1109689
- Multimedia: Poggiolo / Q1109689

1. ↑  INSEE, Datos de población para el año 2012 de Poggiolo (en francés).